# Seleukos I Nikator
Seleukos I Nikator  (tên hiệu là Nikator, tiếng Hy Lạp: Σέλευκος Νικάτωρ; tiếng Hindi: सेल्यूकस, tức Seleukos Vạn thắng vương) (khoảng 358 TCN – 281 TCN), là một danh tướng Macedonia thời Alexandros Đại đế, và là một trong những sứ quân diadochi sau khi Alexandros Đại Đế mất.
Trong cuộc chiến tranh Diadochi diễn ra sau khi Alexandros Đại đế qua đời, Seleukos đã sáng lập ra Vương triều nhà Seleukos ở Syria. Vương quốc của ông là một trong những quốc gia cuối cùng thuộc di sản của đế chế Alexandros để lại chịu sự cai trị của La Mã, chỉ kết thúc sớm hơn nhà Ptolemaios ở Ai Cập gần 34 năm.
Sau cái chết của Alexander, Seleukos đã được đề cử làm phó vương của Babylon năm 320 trước Công nguyên. Antigonos buộc Seleukos phải chạy trốn khỏi Babylon, nhưng nhờ sự hỗ trợ của Ptolemaios, ông đã có thể trở lại trong năm 312 TCN. Cuộc chinh phục của Seleukos sau này bao gồm Ba Tư và Media. Ông đã thành lập một liên minh với nhà vua Ấn Độ là Chandragupta Maurya. Seleukos đánh bại Antigonos trong trận Ipsus năm 301 trước Công nguyên và Lysimachos trong trận Corupedium năm 281 TCN. Ông bị ám sát bởi Ptolemaios Keraunos trong cùng năm. Vua kế tục là con trai của ông, Antiokhos I Soter.
Ông cũng đã thành lập một số thành phố mới trong đó có Antioch và Seleucia

## Thời niên thiếu và gia đình
Seleukos là con trai của Antiokhos xứ Oretis. Sử gia Junianus Justinus miêu tả Antiokhos là một trong những tướng lĩnh của Philipos II của Macedonia. Tuy nhiên, Antiochus lại không được đề cập đến trong bất kì các nguồn nào khác, và chức vụ của ông khi phục vụ Philipos II. Có thể ông là một thành viên của Hoàng gia Macedonia. Mẹ của Seleukos có tên là Laodice, nhưng không có thông tin gì thêm về bà. Sau này, Seleukos đặt tên một số thành phố theo tên cha mẹ mình.
Khi bước vào tuổi thiếu niên, Seleukos đã được chọn để phục vụ như là người đầy tớ của nhà vua (paides). Đó là yêu cầu cho tất cả con trai của các gia đình quý tộc bắt buộc phải phục vụ đầu tiên ở vị trí này và sau đó là Sĩ quan trong Quân đội Macedonia thời bấy giờ.
Năm sinh của Seleukos không được rõ ràng. Theo Justin, ông đã 77 tuổi tại thời điểm của trận đánh Corupedium diễn ra, có thể suy đoán là ông sinh năm 358 TCN. Nhưng Appianus lại cho rằng Seleukos được 73 tuổi khi trận đánh này xảy ra, có nghĩa là năm 354 TCN là năm sinh. Tuy nhiên, Eusebius của Caesarea lại đề cập là năm ấy ông đã 75 tuổi, như vậy là năm 356 TCN. Điều này làm cho tuổi của Seleukos ngang với tuổi của Alexandros. Điều này có thể là một phần của sự tuyên truyền về Seleukos để ông ta có thể tương xứng với Alexandros.
Seleukos sinh ra tại Europos, nằm ở phía Bắc của Macedonia. Một năm trước khi ông sinh ra, người Paeonia xâm chiếm vùng đất này. Philipos đã đánh bại những kẻ xâm lược và chỉ vài năm sau thì đặt vùng đất này dưới luật lệ của Macedonia.
Một vài truyền thuyết được nói về Alexandros Đại đế cũng dùng để nói về Seleukos. Người ta nói rằng, Laodice nói với con trai trước khi anh ta cùng Alexandros đánh quân Ba Tư, rằng người cha đẻ thực sự của Seleukos là thần Apollo. Vị thần đã để lại một cái nhẫn với một hình ảnh của một neo như là một món quà cho Laodice. Seleukos đã có một cái bớt từ lúc mới sinh với hình dạng giống như một mỏ neo. Con trai và cháu trai của Seleukos cũng có những cái bớt tương tự như vậy. Câu chuyện này cũng tương tự như một trong những câu truyện kể về Alexandros. Có thể câu chuyện chỉ đơn thuần là tuyên truyền cho Seleukos, có lẽ là ông đã sáng tạo ra câu chuyện để giới thiệu mình là người kế vị của Alexander
John Malalas nói rằng Seleukos có một chị gái tên là Didymeia, người mà có các con trai tên là Nikator và Nicomenes. Hầu hết ý kiến cho là những người con trai này là hư cấu. Các tài liệu cho là Didymeia là một nữ tu của đền thờ thần Apollo ở Didyma gần Miletus. Các tài liệu cũng cho rằng Ptolemaios con của Seleukos thực ra là chú của Seleukos.
Khi đến tuổi thanh niên, Seleukos đã được chọn để phục vụ nhà vua. Đây là luật lệ bắt buộc tất cả các thanh niên thuộc các gia đình quý tộc phải tham gia nếu muốn sau này có được chức tước trong quân đội của nhà vua.

## Khởi nghiệp dưới quyền Alexandros Đại đế

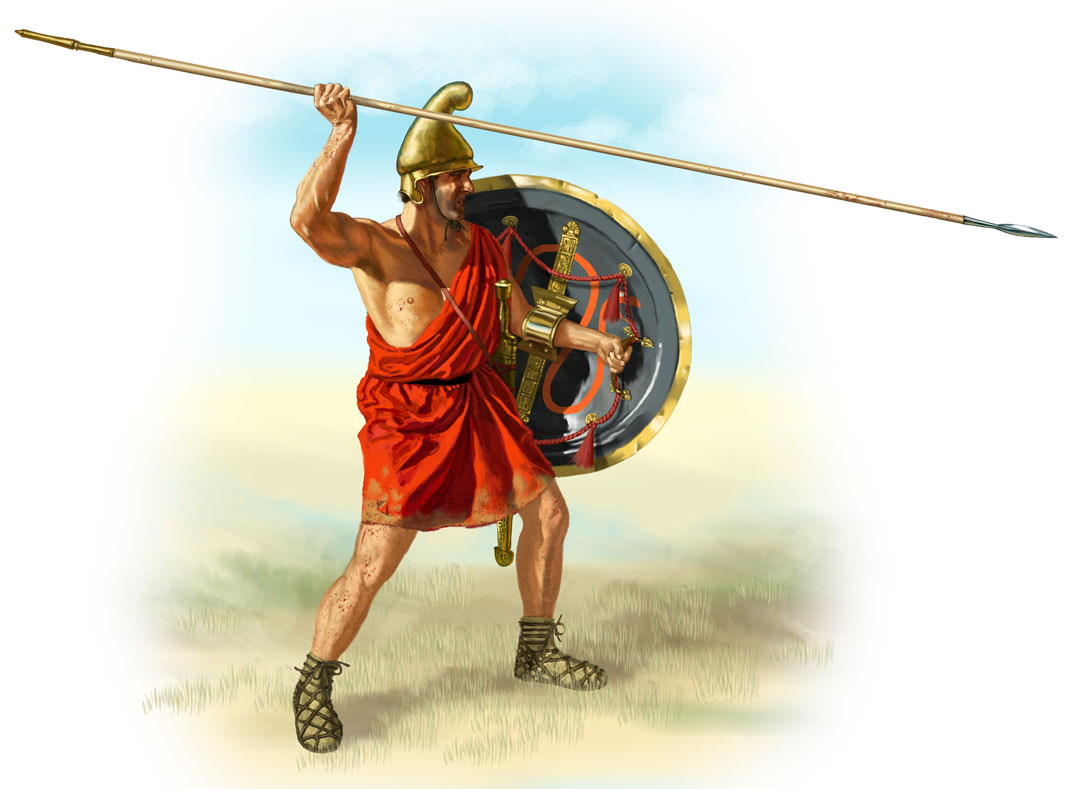
Trang phục của lính Hypaspistai dưới quyền Seleukos trong chiến dịch Alexandros chinh phục Ba Tư.

Vào mùa xuân năm 334 TCN, khi đang là một thanh niên trẻ ở tuổi 23, Seleukos theo Alexandros Đại đế tiến vào châu Á. Vào thời gian chiến dịch Ấn Độ bắt đầu năm 327 TCN, ông đã được thăng chức lên làm chỉ huy lực lượng tinh nhuệ nhất trong quân đội Macedonia, là "bearers Shield" (Hypaspistai), sau đó được gọi là "Những chiếc khiên bạc". Người ta kể lại rằng khi Alexandros vượt qua sông Hydaspes trên thuyền, ông đã mang theo Perdiccas, Ptolemaios, Lysimachos và cũng có thể có Seleukos.
Trong trận đánh sông Hydaspes, Seleukos dẫn quân của mình chống lại những con voi chiến của vua Porus. Có lẽ Seleukos không có vai trò trong việc lập kế hoạch thực tế của cuộc chiến. Ông cũng không được nhắc đến trong bất cứ vị trí độc lập nào của trận đánh, không giống như Craterus, Hephaistion, Peithon hay Leonnatus, những người có một đội quân lớn dưới sự kiểm soát của mình. Lực lượng Royal Hypaspistai của Seleukos luôn được đặt dưới tầm mắt của Alexandros và theo sự sắp xếp của ông. Sau đó họ được tham gia vào các chiến dịch ở thung lũng sông Ấn, trong trận chiến chống lại người Malli và trong cuộc vượt qua sa mạc Gedrosian.
Seleukos đã mang theo người vợ tương lai của mình, công chúa Apama, con gái của Spitamenes, tới Ấn Độ. Tại đây, nơi mà bà đã sinh cho ông người con trai đầu lòng, cũng là người thừa kế sau này, Antiokhos vào năm 325 TCN. Tại buổi hôn lễ tập thể tổ chức ở Susa năm 324 TCN, Seleukos chính thức kết hôn Apama, và sau đó bà đã sinh hạ tiếp cho Seleukos 2 người con gái hợp pháp là Laodike và Apama. Tại thời điểm đó, Alexandros đã kết hôn với con gái của Darayavaush III trong khi những người Macedonia khác lập gia đình với những phụ nữ Ba Tư. Sau khi Alexandros qua đời, trong khi các tướng lĩnh cao cấp Macedonia từ bỏ những bà vợ Susa của mình, thì Seleukos là một trong số rất ít người vẫn giữ, và Apama dã trở thành vợ và sau này là hoàng hậu trong suốt cuộc đời của ông.
Seleukos đã ba lần được đề cập trong các nguồn tài liệu cổ, trước khi Alexandros qua đời. Đó là những chi tiết ông đã tham gia một chuyến đi thuyền gần Babylon, tham gia các bữa tiệc tối của Medeios, người Thessalian với Alexandros, và tới thăm đền thờ của Sarapis. Trong phần đầu tiên của câu chuyện, vương miện của Alexandros đã bị thổi bay khỏi đầu ông và rơi xuống cánh đồng lau sậy gần hầm mộ của các vua xứ Assyria. Seleukos đã bơi để tìm mang nó trở lại và đặt nó trên đầu mình để giữ cho nó được khô. Tính xác thực của câu chuyện này là không rõ ràng. Câu chuyện về bữa tối của những Medeios có thể là sự thật nhưng cốt truyện đầu độc nhà vua là không đáng tin vì không có nhiều thông tin chi tiết và bối cảnh. Trong phần cuối của câu chuyện là kể về việc Seleukos đã ngủ trong ngôi đền của Sarapis để cầu mong cho sức khỏe của Alexandros có thể phục hồi. Tính xác thực của câu chuyện này cũng là một dấu chấm hỏi.

## Tướng lĩnh cấp cao dưới quyền Perdiccas

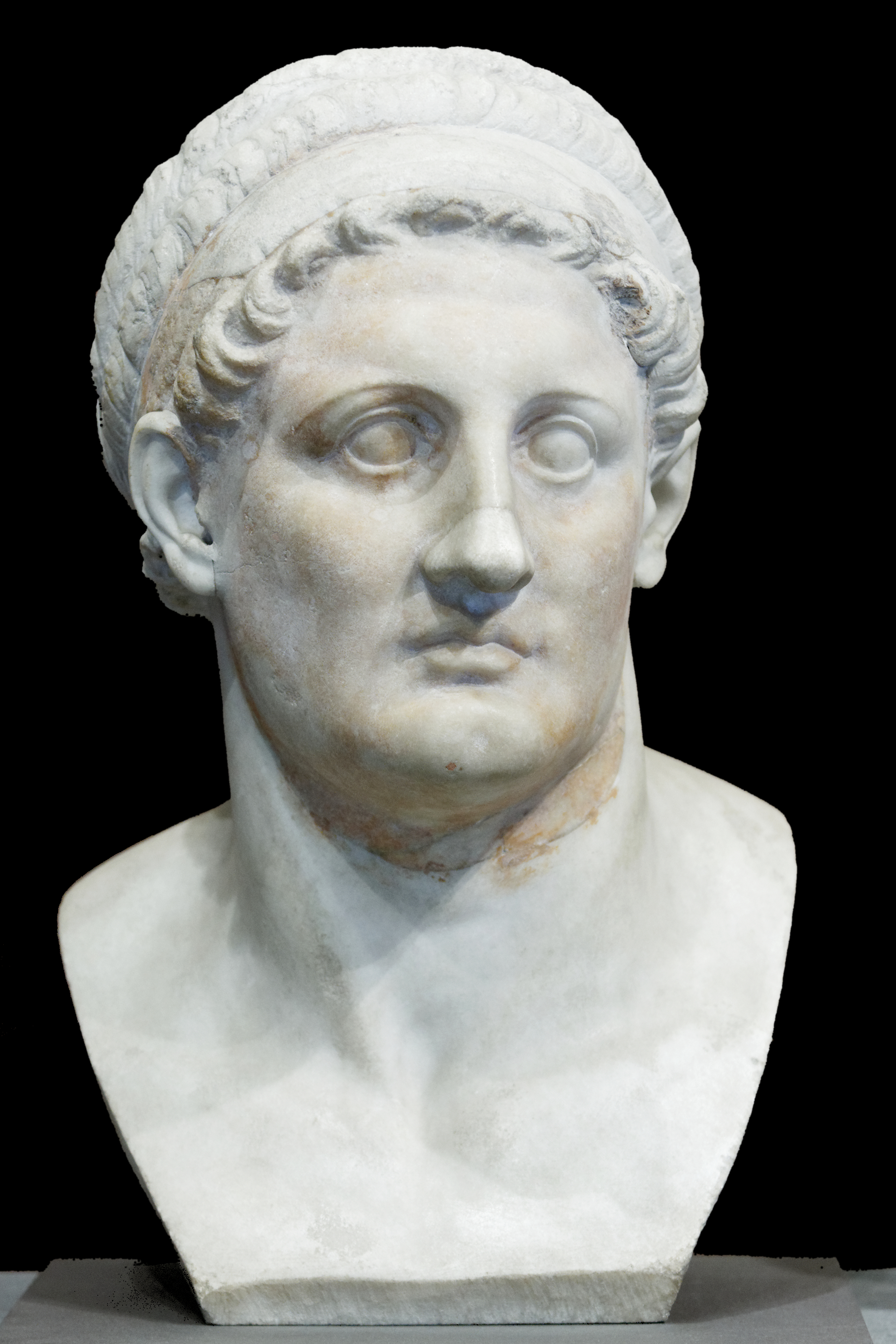
Ptolemaios I, một tướng lĩnh dưới quyền Alexandros đại đế, đã được chỉ định làm phó vương của Ai Cập. Về sau, Ptolemaios tuyên bố Ai Cập độc lập và tự xưng là pharaông.

Alexandros Đại đế qua đời ở Babylon vào ngày 10 tháng 6 năm 323 TCN mà không có người thừa kế. Một vị tướng của ông, Perdiccas, trở thành Hộ Quốc công cho toàn bộ đế quốc của Alexandros, trong khi người anh cùng cha khác mẹ của Alexandros yếu đuối về mặt thể chất và tinh thần là Arrhidaeus được chọn làm vua, với tên là Philipos III của Macedonia. Người con chưa được sinh ra của Alexandros, Alexandros IV, cũng được đặt tên theo cha và xem là người thừa kế. Tuy nhiên, trong cuộc phân chia tại Babylon, phần lớn lãnh thổ của Macedonia đã bị chia sẻ một cách hiệu quả giữa các thống chế của Alexandros. Seleukos đã được chọn để chỉ huy lực lượng Chiến hữu kị binh (hetaroi) và được bổ nhiệm đầu tiên vào nhóm thẩm phán tòa án chiliarch. Điều này đã đưa ông trở thành tướng lĩnh cấp cao trong Quân đội Hoàng gia chỉ sau Hộ quốc công và Tổng tư lệnh Perdiccas. Khá nhiều người hỗ trợ mạnh mẽ cho Perdiccas bao gồm Ptolemaios, Lysimachos, Peithon và Eumenes. Quyền lực của Perdiccas phụ thuộc vào khả năng ông ta có thể giữ được đế chế rộng lớn của Alexandros và buộc các quan Tổng đốc (Satrap) tuân theo ông. Tuy nhiên, chiến tranh đã sớm nổ ra giữa Perdiccas và các Diadochi khác. Để giữ vị trí của mình, Perdiccas đã cố gắng lập gia đình với em gái của Alexandros là Cleopatra, nhưng điều này không mang lại nhiều tác dụng.
Cuộc chiến tranh Diadochi lần thứ nhất xảy ra khi Perdiccas đưa linh cữu của Alexandros về Macedonia để mai táng. Tuy nhiên, Ptolemaios đã đánh cắp và mang linh cữu tới Alexandria. Perdiccas và quân của mình sau đó đã đến Ai Cập. Để chống lại, Ptolemaios bắt tay với phó vương của Media là Peithon, và chỉ huy của Argyraspides, Antigenes. Cả hai đều là tướng lĩnh dưới quyền Perdiccas, và đã thực hiện vụ ám sát ông ta. Cornelius Nepos đề cập rằng Seleukos cũng tham gia vào âm mưu này, nhưng điều này là không rõ ràng.

## Phó vương của Babylon

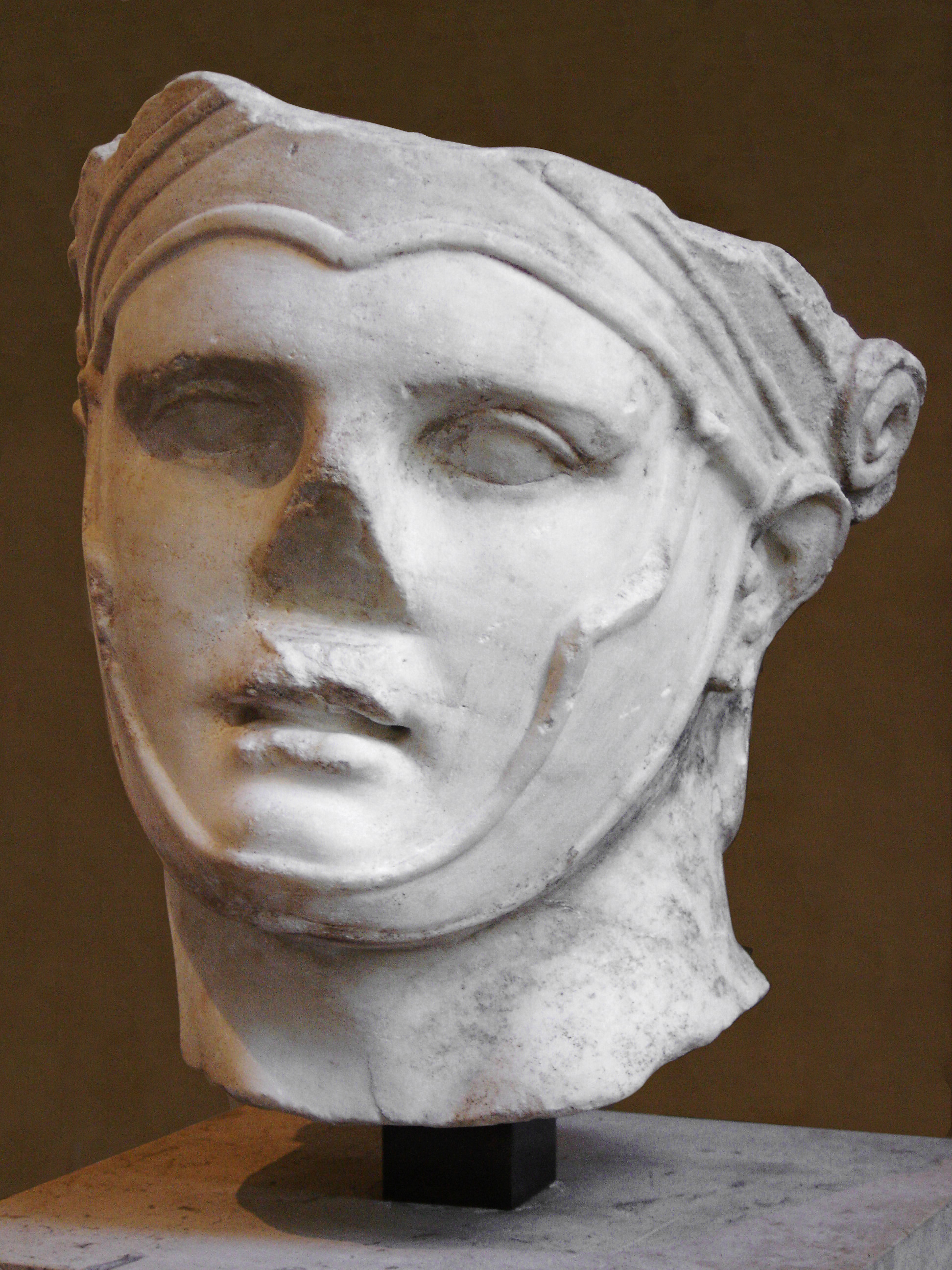
Mảnh điêu khắc La Mã vỡ, được cho là mang hình ảnh của Seleukos I, Bảo tàng Louvre

Thế lực hùng mạnh nhất của đế quốc sau khi Perdiccas chết là Antipatros. Những kẻ thù của Perdiccas đã tập hợp lại ở Triparadisos, chính nơi đây đế chế của Alexandros đã được phân chia (Hiệp ước ở Triparadisus 321 TCN).
Tại Triparadisos, binh lính đã lên kế hoạch nổi dậy làm binh biến và giết chết chủ tướng của họ là Antipatros. Seleukos và Antigonos đã cố gắng ngăn chặn điều này. Được trả công cho việc phản bội Perdiccas, Seleukos nhận được những tỉnh giàu có của Babylon. Quyết định này có thể là ý tưởng của Antigonos. Babylon của Seleukos bị bao quanh bởi Peucestas, phó vương của Ba Tư, Antigenes, phó vương mới của Susiana và Peithon của Media. Babylon là tỉnh giàu có nhất của đế quốc, nhưng sức mạnh quân sự của nó là không đáng kể.

### Cuộc chiến Diadochi lần II
Sau khi Antipatros chết năm 319 TCN, Tổng trấn của Media bắt đầu mở rộng quyền lực của mình. Peithon đã tập hợp một đội quân lớn hơn 2 vạn binh sĩ. Peucestas, một tổng trấn khác của khu vực này đã mang theo đội quân của mình để chống lại ông ta. Peithon cuối cùng đã bị đánh bại trong trận đánh tại Parthia. Ông ta rút lui về Media, nhưng kẻ thù của ông đã không đuổi theo và trở lại Susiana. Trong khi đó, Eumenes và đội quân của ông đã đến Cilicia nhưng đã phải lui khi Antiochus tiến tới thành phố. Eumenes và đội quân của ông đã có mặt ở Babylon nhưng Antiochus đã cho ông một đội quân lớn hơn. Peithon ở Media và kẻ thù của ông ta ở Susania, Antigenes, phó vương của Susiana và là chỉ huy của đội quân Argyraspides, đã liên minh với Eumenes. Antiokhos đã ở Cilicia khi trận chiến giữa ông và Peithon bắt đầu.
Peithon đã đến Babylon vào mùa thu hoặc mùa đông năm 317 TCN. Peithon đã bị mất một số lượng lớn quân đội nhưng Seleukos cũng không có nhiều hơn. Eumenes đã quyết định tiến quân đến Susa vào mùa xuân năm 316 TCN. Những phó vương tại Susa đã chấp nhận đề nghị của Eumenes tiến hành cuộc chiến thay mặt cho hoàng tộc chống lại kẻ cướp ngôi Antigonos. Eumenes đưa quân đội của mình 300 stadions xa Babylon và cố gắng băng qua Tigris. Seleukos đã phải hành động. Ông đã gửi 2 tàu Trireme và một vài tàu nhỏ để ngăn cuộc vượt sông. Ông cũng cố gắng để các cựu binh của Argyraspides tham gia cùng với ông nhưng điều này đã không xảy ra. Đồng thời Seleukos cũng đã gửi tin cho Antigonus. Vì thiếu quân, Seleukos thực sự không có kế hoạch để ngăn cản Eumenes. Ông cũng đã mở cửa xả lũ của sông nhưng kết quả đợt lũ lụt cũng không cản được Eumenes.
Vào mùa xuân năm 316 TCN, Seleukos và Peithon đã gia nhập phe Antigonos, người đã để Eumenes tới Susa. Từ Susa, Antigonos đã tới Medina từ nơi đó có thể đe dọa các tỉnh phía đông. Antigonos đã để lại cho Seleukos một đội quân nhỏ để có thể kiềm chế Eumenes tiến tới từ Địa Trung Hải. Sibyrtius, phó vương của Arachosia, nhận thấy tình hình trở nên vô vọng, và đã trở về vùng đất của mình. Quân đội của Eumenes và đồng minh của ông lâm vào tình trạng chia rẽ. Antigonos và Eumenes có hai lần chạm trán vào năm 316 TCN, đó là 2 trận đánh tại Paraitacene và Gabiene. Eumenes đã bị đánh bại và hành hình. Các sự kiện của cuộc chiến tranh Diadochi lần thứ hai cho thấy khả năng của Seleukos là chờ đợi cho đúng thời điểm. Sự tỏa sáng trong các trận chiến không phải là phong cách của ông.

### Trốn thoát tới Ai Cập
Antigonos đã ở lại Media trong suốt mùa đông năm 316 TCN, nơi mà người cai trị một lần nữa lại là Peithon. Tham vọng của Peithon về quyền lực ngày càng lớn và ông ta đã cố gắng để có được một phần quân đội của Antigonos cho cuộc nổi dậy sau này của ông. Tuy nhiên, Antigonos đã phát hiện ra âm mưu và hành hình Peithon. Ông ta sau đó đã bổ nhiệm Peucestas là phó vương của Ba Tư. Vào mùa hè năm 315 TCN, Antigonos đến Babylon, ông ta đã được chào đón một cách nồng nhiệt bởi Seleukos. Tuy vậy, tình hữu nghị giữa hai người trở nên lạnh lẽo hơn. Seleukos trừng phạt một trong những sĩ quan của Antigonos mà không cần sự cho phép từ Antigonos. Antigonos trở nên giận dữ và yêu cầu Seleukos phải nộp toàn bộ thu nhập của tỉnh và Seleukos đã từ chối điều đó. Tuy nhiên, ông sợ Antigonos và đã bỏ tới Ai Cập cùng với 50 kị binh. Tương truyền những nhà chiêm tinh Chaldean nói với Antigonos rằng Seleukos sẽ trở thành ông chủ của châu Á và sẽ giết ông ta. Sau khi nghe tin này, Antigonos đã gửi lính đi tìm Seleukos, người đầu tiên đã trốn thoát khỏi Lưỡng Hà và sau đó tới Syria. Antigonos đã cho hành hình Blitor, phó vương mới của Lưỡng Hà vì đã giúp Seleukos. Tính chân thực của lời tiên tri không rõ ràng, nhưng có lẽ một số các giáo sĩ Babylon đã chống lại Seleukos.
Trong lúc Seleukos trốn thoát tới Ai Cập, Macedonia đã trải qua những biến động rất lớn. Kassandros đã sát hại vua Philipos III và vợ ông là Eurydice, và mẹ của Alexandros Đại đế là Olympias. Alexandros IV lúc này vẫn là một đứa trẻ và làm vua dưới sự điều khiển của Kassandros.

## Đô đốc dưới quyền Ptolemaios

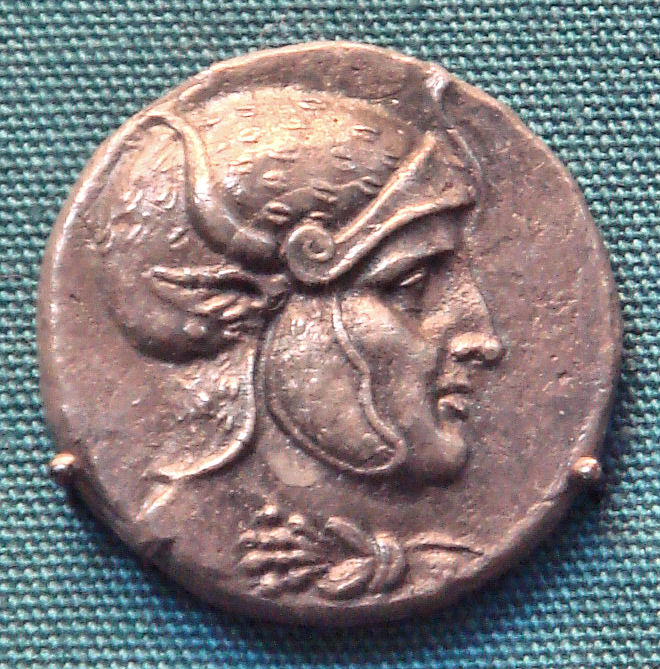
Tiền của Seleukos.

Sau khi đến Ai Cập, Seleukos đã nhờ bạn bè mình thông báo cho Kassandros ở Hy Lạp và Lysimachos, quan Tổng trấn đương nhiệm xứ Thrace, biết về Antigonos. Antigonos lúc này đã là thế lực mạnh nhất, vì thế các tướng lĩnh cát cứ cùng liên minh chống lại ông ta. Liên minh gửi tới Antigonos một đề nghị mà trong đó cho phép Seleucos được trở lại Babylon. Antigonos đã từ chối và tới Syria nơi mà ông ta lên kế hoạch để tấn công Ptolemaios vào mùa xuân năm 314 TCN. Ptolemaios đã chiêu nạp Seleukos làm đô đốc dưới quyền. Cùng thời gian đó, Seleukos bắt đầu cuộc vây hãm Týros, đồng minh của Antigonos và đảo Rhodes. Hòn đảo này có một vị trí chiến lược và hạm đội của nó có thể ngăn cản liên minh phối hợp với nhau. Bởi mối đe dọa từ Rhodes, Ptolemaios đã cho Seleukos 100 tàu và lệnh cho ông đến vùng biển Aegean. Các chiến thuyền là quá nhỏ để có thể đánh bại Rhodes nhưng cũng đủ lớn để ép buộc Asandros, phó vương của Caria, phải liên minh với Ptolemaios. Để chứng minh sức mạnh của mình, Seleukos cũng đã xâm lược thành phố của Erythrai. Ptolemaios, cháu của Antigonos đã tấn công Asandros. Seleukos đã trở lại đảo Cyprus, nơi mà Ptolemaios I đã gửi anh trai của mình là Menelaus cùng với 1 vạn lính đánh thuê và 100 tàu, phối hợp cùng Seleukos bắt đầu cuộc vây hãm Kition. Antigonos đã gửi hầu hết tàu chiến của mình tới biển Aegean và quân đội của ông ta tới Tiểu Á. Ptolemaios lúc này đã có cơ hội xâm lược Syria nơi mà ông ta đã đánh bại Demetrios, con trai của Antigonos trong trận Gaza (năm 312 TCN). Có khả năng là Seleukos cũng tham gia trận đánh này. Peithon, con của Agenor, người mà Antigonos bổ nhiệm làm phó vương của Babylon bỏ mạng trong trận đánh.
Cái chết của Peithon đã cho Seleukos cơ hội để trở lại Babylon. Sau trận Gaza, Demetrios rút quân về Tripoli, còn Ptolemaios thì tiến đến Sidon. Lực lượng của Seleukos chỉ còn 800 lính bộ binh và 200 kị binh mà Ptolemaios đã cho. Ông còn có khoảng 50 người bạn trung thành, những người đã cùng ông trốn khỏi Babylon. Trên đường tới Babylon, Seleukos đã tuyển thêm quân từ các thành phố dọc đường và tăng binh lực lên 3.000 lính.
Ở Babylon, tướng của Peithon, Diphilus, đã tự mình chỉ huy phòng thủ các pháo đài của thành phố. Tuy nhiên, Seleukos nhanh chóng chinh phục Babylon và giải thoát các bạn bè của mình, những người đã bị bắt và giam cầm ở Babylon.
Sự trở về Babylon của Seleukos được xem như là sự thành lập của vương quốc Seleukos và được tính là năm đầu tiên của nhà Seleukos.

## Vạn thắng vương Seleukos

### Chinh phục những tỉnh phía đông

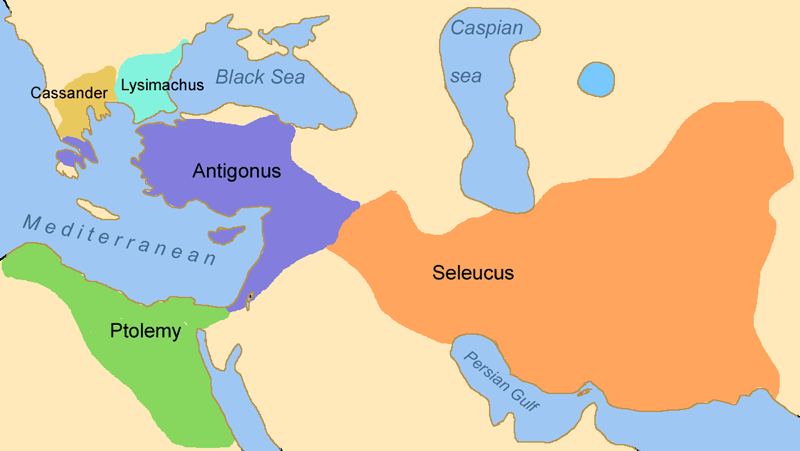
Các vương quốc của Antigonos, Seleukos I, Ptolemaios I, Kassandros và Lysimachos.

Ngay sau sự trở lại của Seleukos, những người ủng hộ Antigonos đã cố gắng để chiếm lại Babylon. Nicanor giờ đã là phó vương mới của Media và cũng là Tướng quân (strategos) của các tỉnh phía đông. Quân đội của ông ta khoảng 17.000 lính. Evagoras, phó vương của Aria là đồng minh của ông ta. Nhưng có một điều rõ ràng rằng lực lượng nhỏ bé của Seleukos không thể bị đánh bại qua một hai trận chiến. Seleukos đã che giấu lực lượng của mình ở gần khu vực nơi mà đã được chuẩn bị để Nicanor băng qua Tigris và tạo ra một cuộc tấn công bất ngờ trong đêm. Evagoras bị chết ngay khi bắt đầu trận đánh và Nicanor bị chia cắt khỏi các lực lượng của ông ta. Những tin tức về cái chết của Evagoras lây lan trong các binh sĩ và họ bắt đầu đầu hàng. Hầu hết trong số họ đồng ý chiến đấu dưới quyền Seleukos. Nicanor đã cố gắng trốn thoát chỉ với vài người theo.
Mặc dù lúc này, Seleukos đã có trong tay 2 vạn quân sĩ, nhưng vẫn chưa đủ để có thể chống lại Antigonos. Ông cũng không biết khi nào Antigonos sẽ bắt đầu đánh úp mình. Mặt khác, ông ta biết rằng ít nhất hai tỉnh phía Đông đã không có các quan Tổng đốc. Phần lớn quân đội của ông là người từ những tỉnh này. Rất nhiều lính của Evagoras là người Ba Tư. Tuy nhiên, cũng có một phần quân đội là lính cũ của Eumenes, những người mà có lý do để ghét Antigonos. Seleukos đã quyết định lợi dụng tình trạng này.
Seleukos lan truyền một câu chuyện giữa dân chúng và binh lính của ông. Theo đó, đã có những giấc mơ trong đó thấy Alexandros đứng bên cạnh Seleukos. Eumenes đã từng cố gắng sử dụng những thông điệp tương tự để tuyên truyền. Antigonos, những người đã được ở Tiểu Á, trong khi Seleukos đã ở phía đông với Alexandros, không thể sử dụng trong tuyên truyền riêng của mình. Seleukos là người Macedonia, có khả năng để đạt được sự tin tưởng của người Macedonia trong đội quân của mình, điều mà Eumenes không thể làm được.
Sau khi một lần nữa trở thành phó vương của Babylon, Seleukos đã trở nên tích cực hơn nữa trong chính trị. Trong một thời gian ngắn, ông đã chinh phục Media và Susania. Diodorus Siculus kể lại rằng Seleukos đã chinh phục các khu vực lân cận khác, trong đó có thể là Ba Tư, Aria hay Parthia. Seleukos không chiếm được Bactria và Sogdiana. Vị phó vương cũ là Stasanor, người đã cố gắng giữ tính trung lập trong suốt cuộc chiến. Sau thất bại của quân đội Nikanor, không có quân đội nào ở phía đông là có thể đối trọng với Seleukos. Có điều không chắc chắn là làm cách nào Seleukos kiểm soát được những tỉnh mà ông đã chinh phục được. Hầu hết các phó vương đã chết. Trên lý thuyết, Polyperchon được chờ là người đảm nhiệm hợp pháp thay Antipatros và là Hộ Quốc công chính thức của vương quốc Macedonia. Nhiệm vụ của ông là phải chọn ra các phó vương mới. Tuy nhiên, Polyperchon đã liên minh với Antipatros và thực sự đã trở thành kẻ thù của Seleukos.

### Chống lại Antigonos

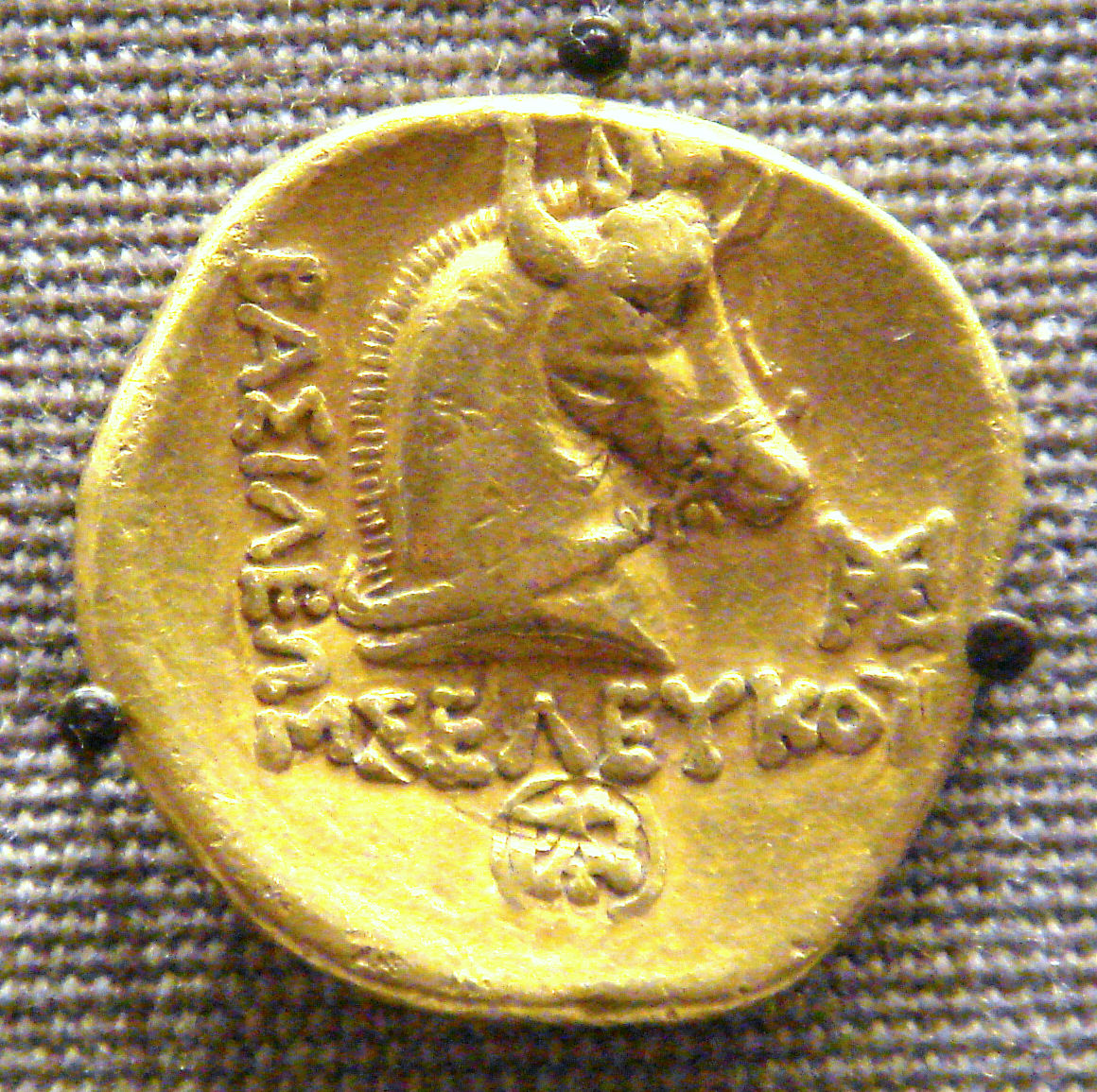
Tiền xu của Seleukos I miêu tả chiến mã Bucephalus của Alexander Đại Đế.

Antigonos đã phái con trai ông ta là Demetrios cùng với 15.000 bộ binh và 4000 kị binh tới chiếm lại Babylon. Dường như, Antigonos chỉ cho Demetrios một khoảng thời gian giới hạn bởi vì sau đó ông ta đã phải quay trở lại Syria. Antigonos tin rằng Seleukos chỉ thống trị Babylon. Có lẽ Nicanor đã không nói với Antigonos rằng Seleukos bây giờ đã có ít nhất 20000 quân. Dường như quy mô thất bại của Nicanor đã không được rõ ràng đối với tất cả các bên. Antigonos không biết Seleukos đã chinh phục phần lớn các tỉnh phía Đông và có lẽ ít quan tâm về phần phía Đông của đế quốc.
Khi Demetrios đến Babylon, Seleukos đang ở một nơi nào đó tại phía đông. Ông đã giao quyền phòng thủ thành phố lại cho Patrocles. Babylon đã được bảo vệ theo một cách khác thường. Nó có hai pháo đài vững chắc dành cho quân đồn trú của Seleukos. Cư dân của thành phố được chuyển ra ngoài và định cư ở các khu vực lân cận, một số ở rất xa tới tận Susa. Khu vực xung quanh Babylon lại rất thuận lợi cho việc phòng thủ thành phố với những đầm lầy, kênh rạch và các con sông. Quân đội của Demetrios bắt đầu vây hãm các pháo đài của Babylon và cố gắng để chiếm được chúng. Pháo đài thứ hai đã gây ra không ít khó khăn cho Demetrios. Demetrios sau đó đã giao lại quyền chỉ huy cuộc vây hãm cho người bạn của ông ta là Archelaos còn bản thân ông ta thì trở lại miền Tây, trước đó ông ta đã cắt cử 5000 bộ binh và 1000 kị binh ở lại Babylon. Các ghi chép cổ không đề cập đến điều gì xảy ra với đội quân đó. Có lẽ Seleukos đã phải chinh phục lại Babylon từ tay Archelaos.

### Chiến tranh Babylon

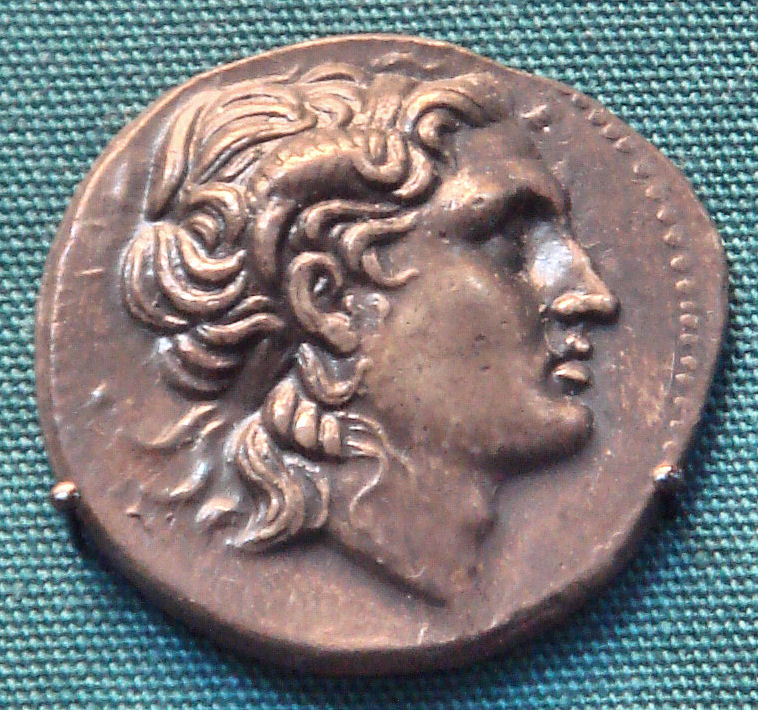
Tiền xu của Lysimachus với hình ảnh của Alexander Đại đế.

Trong thời gian chín năm (311-302 TCN), trong khi Antigonos xâm chiếm ở phía tây, Seleukos đã mang toàn bộ phần phía đông của đế chế Alexandros tới tận Jaxartes và sông Ấn dưới sự cai trị của mình.
Vào năm 311 TCN, Antigonos đã thiết lập hòa bình với Kassandros, Lysimachos và Ptolemaios, điều này đã cung cấp cho ông ta cơ hội để đối phó với Seleukos. Quân đội của Antigonos thậm chí lên tới 80000 người. Thậm chí nếu ông ta để lại một nửa số quân của mình ở phía tây, ông ta sẽ vẫn còn có một số lợi thế hơn Seleukos. Seleukos có thể nhận được giúp đỡ từ người Cossaian, những người mà có tổ tiên là người Kassites cổ. Antigonos đã tàn phá đất nước của họ trong khi đánh nhau với Eumenes. Có lẽ Seleukos đã tuyển dụng một phần của quân đội của Archelaus. Người dân của Babylon cũng là những người thù địch do đó Seleukos không phải để quân để đề phòng nổi loạn ở các địa phương.
Ít thông tin hiện có về những xung đột giữa Antigonos và Seleukos. Dường như Antigonos đã cố gắng chinh phục Babylon. Tuy nhiên, kế hoạch của ông đã bị can thiệp bởi Ptolemaios người đã thực hiện một cuộc tấn công bất ngờ vào Cilicia.
Chúng ta biết rằng Seleukos đã cố gắng đánh bại Antigonos trong một trận chiến quyết định. Trận chiến này chỉ được đề cập đến trong chiến tranh Stratagems của Polyaenus. Polyaenus báo cáo rằng quân của Seleukos và Antigonos đã đánh nhau trong suốt một ngày nhưng khi đêm đến cuộc chiến đã được vẫn chưa quyết định. Hai bên đồng ý nghỉ ngơi vào ban đêm và tiếp tục vào buổi sáng. Quân của Antigonus ngủ mà không có trang bị của mình. Seleukos ra lệnh cho quân đội ăn uống và ngủ trong đội hình chiến đấu. Vào lúc trước bình minh, quân của Seleukos tấn công quân đội của Antigonos - những người vẫn không có trang bị của mình và đang lộn xộn vì vậy mà dễ dàng đánh bại. Các di tích lịch sử xác thực của câu chuyện vẫn còn là một dấu hỏi.
Chiến tranh Babylon kết thúc cuối cùng là chiến thắng của Seleukos. Antigonos buộc phải tháo lui về phía Tây. Cả hai bên đã phân chia biên giới của họ. Antigonos xây dựng một loạt các pháo đài dọc theo sông Balikh trong khi Seleukos xây dựng một số thành phố, bao gồm cả Dura-Europos và Nisibis.

### Seleucia
Sự kiện tiếp theo liên quan đến Seleukos là việc thành lập thành phố Seleucia. Thành phố được xây dựng trên bờ sông Tigris có lẽ là trong năm 307 hay 305 TCN. Seleukos đã biến Seleucia thành kinh đô mới của mình, như vậy là làm gương cho Lysimachos, Kassandros và Antigonos, tất cả những người sau này đặt tên cho thành phố của mình. Seleukos cũng chuyển toàn bộ kho tàng của Babylon vào thành phố mới của mình. Babylon đã sớm bị để lại trong bóng tối của Seleucia và câu chuyện kể tiếp rằng Antiokhos, con trai của Seleukos, di chuyển toàn bộ dân số của Babylon tới kinh đô mới mang tên cha mình vào năm 275 TCN. Thành phố hưng thịnh cho tới năm 166 CN sau khi người La Mã phá hủy nó.
Câu chuyện về sự thành lập thành phố đã được kể lại như sau: Seleukos hỏi các giáo sĩ Babylon ngày nào là ngày tốt nhất để thành lập thành phố.Các giáo sĩ đã tính ngày, nhưng vì muốn việc thành lập gặp thất bại, họ đã nói với Seleukos một ngày khác. Tuy nhiên âm mưu của họ đã không thành công, bởi vì khi ngày chính xác đến, những người lính của Seleukos -một cách tự nhiên -đã bắt đầu xây dựng thành phố. Khi được hỏi, các giáo sĩ đã thừa nhận hành động của họ.

## Vua Seleukos I

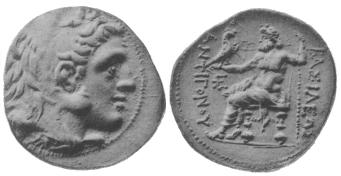
Tiền xu của Antigonus, cùng với dòng chữ ΒΑΣΙΛΕΩΣ ΑΝΤΙΓΟΝΟΥ (vua Antigonus).

Cuộc chiến giữa các diodochi lên tới đỉnh điểm khi Antigonos, sau khi tiêu diệt hoàng gia Macedonia cổ, xưng vương năm 306 TCN. Ptolemaios, Lysimachos, Kassandros và Seleukos cũng noi theo ít lâu sau đó. Ngoài ra, Agathocles của Sicilia cũng tự xưng vương khoảng thời gian tương tự. Vạn thắng vương Seleukos, giống như bốn người lãnh đạo người Macedonia khác cũng dùng tiêu đề và phong cách của basileus (vua)

### Chandragupta Maurya và các tỉnh phía đông
Seleukos sớm chuyển sự chú ý của ông một lần nữa về phía đông. Trong năm 305 TCN, Seleukos I Nikator đã tới Ấn Độ và chiếm đóng những vùng lãnh thổ xa tới tận sông Ấn Độ. Và cuối cùng tiến hành chiến tranh với vua nhà Maurya là Chandragupta Maurya:
| “                                  | Luôn luôn chờ đợi các nước láng giềng, có đủ sức mạnh quân sự trong tay và có sức thuyết phục với hội đồng, ông ta (Seleukos) đã giành được Lưỡng Hà, Armenia, Cappadocia thuộc Seleukos, Ba Tư, Parthia, Đại Hạ, Ả Rập, Tapouria, Sogdia, Arachosia, Hyrcania, và với bất cứ dân tộc nào bị khuất phục bởi Alexandros Đại đế, xa tới tận sông Ấn. Vì vậy mà đường biên giới của vương quốc Seleukos là rộng rãi nhất ở châu Á chỉ sau đế quốc Alexandros xưa kia. Toàn bộ những vùng đất từ Phrygia tới Ấn Độ đều là thần dân của Seleukos. | ” |
| — Appian - Cuộc chiến tranh Syria. | |   |

Chỉ có một số ít thông tin về những hoạt động của ông ở Ấn Độ. Chandragupta Maurya (được biết đến trong văn bản Hy Lạp là Sandrökottos), người sáng lập đế chế Maurya, đã chinh phục thung lũng Indus và một số bộ phận khác của khu vực phía đông của đế quốc Alexander. Seleukos đã bắt đầu một chiến dịch chống lại Chandragupta và vượt qua sông Indus, có lẽ ngay cả sông Hydaspes. Chiến dịch Ấn Độ của Seleukos tuy nhiên là một sự thất bại. Chúng ta không biết chính xác những gì đã xảy ra. Có lẽ Chandragupta đã đánh bại Seleukos trong trận chiến. Không có tác giả nào đề cập đến nguồn tin này. Tuy nhiên, như hầu hết các nhà sử học lưu ý, Seleukos dường như đã không đạt được mục tiêu của mình. Hai nhà lãnh đạo đã đạt được một thỏa thuận cuối cùng, và thông qua một hiệp ước kín năm 305 TCN, Seleukos nhượng lại một số lượng đáng kể các vùng lãnh thổ cho Chandragupta để trao đổi với 500 con voi chiến mà đã đóng vai trò then chốt trong các trận đánh sau này. Theo Strabo, các vùng lãnh thổ nhượng lại nằm dọc theo bờ sông Ấn:
| “                       | Những người Ấn Độ đã xâm chiếm một vài quốc gia dọc theo bờ sông Ấn mà trước đây thuộc về người Ba Tư. Alexandros đã cướp đoạt miền Arian của họ và thành lập những thành phố mà bây giờ thuộc về ông ta. Nhưng Seleukos đã tặng chúng cho Sandrocottus (Chandragupta Maurya) trong hệ quả của cuộc hôn nhân thoả thuận và nhận trở lại 500 voi chiến. | ” |
| — Strabo - Geographica. | |   |

Seleukos đã từ bỏ các tỉnh phía đông của Arachosia, Paropamisadae và có lẽ có Aria. Mặt khác, ông đã có được sự ủng hộ của các phó vương của các tỉnh phía đông. Người vợ Ba Tư của ông giúp ông có được sự ủng hộ. Các phó vương của Bactria và Parthia cũng cần đến ông để có thể chống lại Chandragupta. Các học giả hiện đại thường cho rằng Seleukos thực sự đã cho đi vùng lãnh thổ nhiều hơn nay là miền nam Afghanistan, và là một bộ phận của Ba Tư ở phía tây của sông Ấn. Điều này sẽ có xu hướng được chứng thực bởi các di chỉ khảo cổ học, như chỉ dẫn cụ thể về ảnh hưởng của triều đại Mauryan, chẳng hạn như các chữ khắc trong các sắc lệnh của vua A Dục, được biết đến xa tới tận Kandhahar ở miền Nam Afghanistan ngày nay.
Một số tác giả coi điều này là một sự phóng đại có nguồn gốc trong một tuyên bố của Pliny Cả không đề cập cụ thể đến các vùng đất Chandragupta đã nhận được, mà là ý kiến khác nhau của các nhà địa lý liên quan đến định nghĩa của từ "Ấn Độ":
Hầu hết các nhà địa lý, trên thực tế, không nhìn nhận Ấn Độ được bao bọc bởi dòng sông Indus, nhưng thêm vào đó bốn tỉnh (satrapies) là Gedrose, Arachotë, Aria, và Paropamisadë, dẫu vậy sông Cophes đã tạo thành biên giới của Ấn Độ. Tuy nhiên, theo các nhà văn khác, tất cả các lãnh thổ này, được tính tròn là thuộc về đất nước của Aria. -Pliny, Lịch sử tự nhiên, VI
Liên minh giữa Chandragupta và Seleukos có lẽ đã được khẳng định với một cuộc hôn nhân (Epigamia). Chandragupta hoặc con trai ông kết hôn với con gái của Seleukos, Cornelia, hoặc có lẽ là sự công nhận cho hôn nhân giữa người Ấn Độ và Hy Lạp.
Ngoài ra thông qua giải thích của Arrian rằng Megasthenes sống ở Arachosia với phó vương Sibyrtios, từ nơi đó ông đi du hành đến Ấn Độ để thăm Chandragupta, đi ngược lại quan điểm cho rằng Arachosia nằm dưới sự cai trị của Maurya:
Megasthenes sống với Sibyrtius, phó vương của Arachosia, và thường nói về chuyến viếng thăm của ông đến chỗ Sandracottus, vua của người Ấn Độ. - Arrian, Anabasis Alexandri v, 6
Tuy nhiên, quan điểm ngày nay thường cho rằng Arachosia và ba khu vực khác đã trở thành lãnh địa của đế chế Maurya.
Hai vị vua dường như đã có mối giao hảo rất tốt, vì những nguồn cổ điển đã ghi nhận rằng theo hiệp ước của họ, Chandragupta gửi những món quà khác nhau như thuốc kích dục cho Seleukos.
Seleukos đã thu được nhiều hiểu biết về hầu hết miền bắc Ấn Độ, như giải thích của Pliny Già thông qua một số lượng lớn các sứ thần của ông tới Đế chế Maurya:

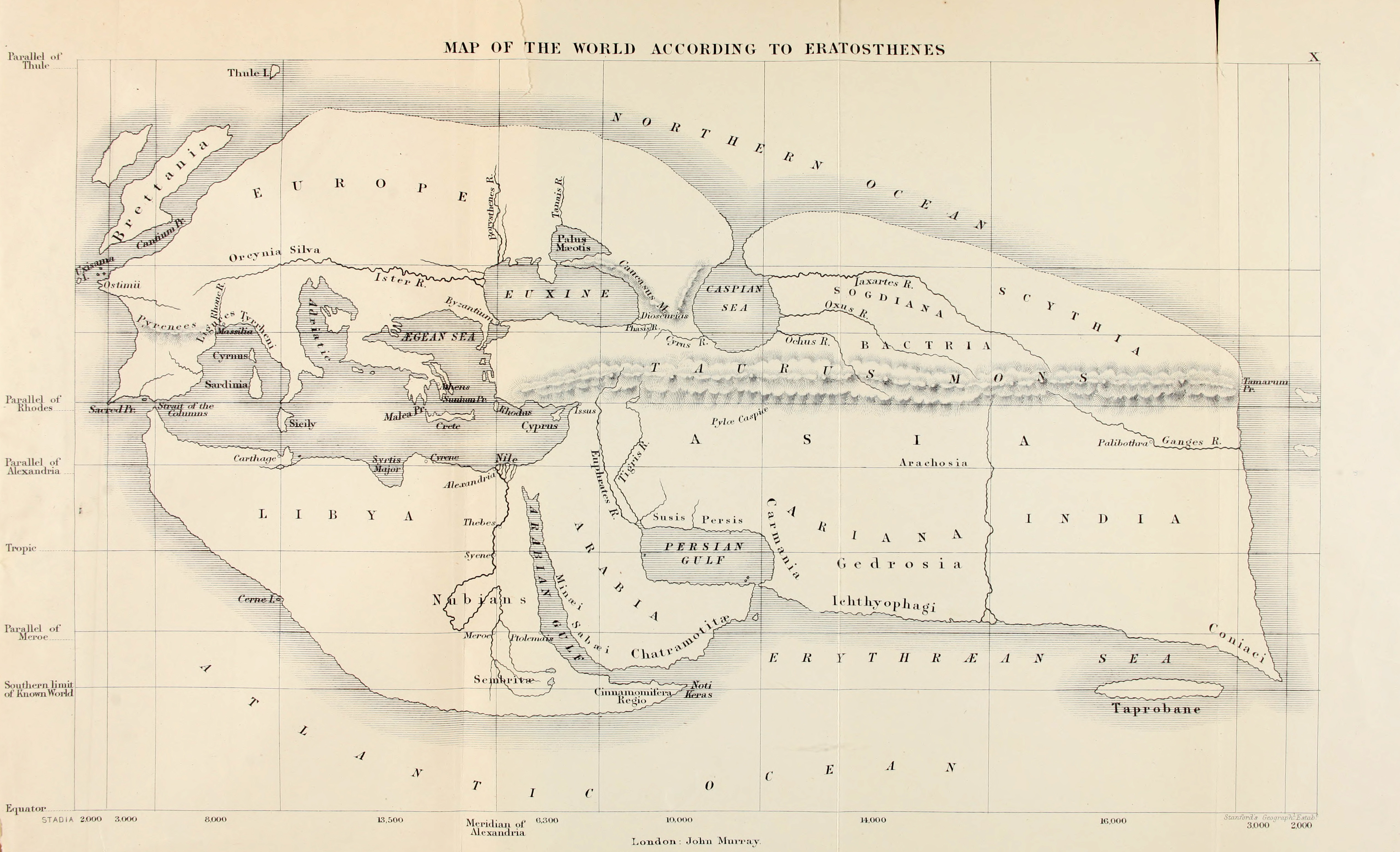
Thế giới Hy Lạp hóa theo cách nhìn của Seleukos: Bản đồ thế giới cổ đại của Eratosthenes (276–194 TCn), kết hợp các thông tin từ những chiến dịch của Alexandros và các vị tướng kế tục.

Các vùng khác của đất nước ấy [vượt qua sông Hydaspes, nơi xa nhất của cuộc chinh phục của Alexandros] được phát hiện và khảo sát bởi Seleukos Nikator, cụ thể là:
- từ nơi đó (Hydaspes) tới Hesudrus là 168 dặm
- từ nới đó đến sông Hằng là 112 dặm

Seleukos dường như đã đúc tiền xu trong thời gian ở Ấn Độ, vì một vài đồng xu có của ông trong tiêu chuẩn Ấn Độ và đã được khai quật ở Ấn Độ. Những đồng xu mô tả ông là "Basileus" ("Vua"), mà niên đại là muộn hơn năm 306 trước Công nguyên. Một số người trong số chúng cũng đề cập đến Seleukos kết hợp với Antiochos con trai ông đồng thời là vua, nó cũng sẽ dẫn đến một ngày tháng vào cuối năm 293 trước Công nguyên. Không có đồng tiền Seleukos nào khác đã được đúc ở Ấn Độ sau đó và xác nhận sự thay đổi của lãnh thổ phía tây của sông Ấn vào tay Chandragupta.
Seleukos có thể đã thành lập một lực lượng hải quân trong vùng Vịnh Ba Tư và Ấn Độ Dương.

### Trận Ipsus

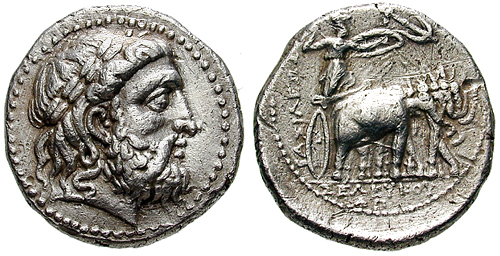
Tetradrachm của Seleukos từ Seleucia. Mặt phải: Phần đầu của Zeus, Mặt trái: Athena.

Những con voi chiến mà Seleukos nhận được từ Chandragupta được chứng minh là hữu ích khi Diadochi cuối cùng đã quyết định đối phó với Antigonos. Kassandros, Seleukos và Lysimachos đánh bại cha con Antigonos và Demetrios trong trận Ipsus. Antigonos đã ngã xuống trong trận đánh nhưng Demetrios đã cố gắng để thoát thân. Sau trận đánh, Syria đã được đặt dưới sự cai trị Seleukos. Ông hiểu rằng Syria bao gồm các khu vực từ vùng núi Taurus tới Sinai, nhưng Ptolemaios đã chinh phục Palestine và Phonicia. Năm 299 TCN Seleukos liên minh với Demetrios và cưới con gái của ông ta là Stratonice. Stratonice là cháu ngoại của Antipatros. Seleukos đã có một con gái với bà, tên của người con gái này là Phila.
Hạm đội của Demetrios đã cố gắng để hủy diệt hạm đội của Ptolemaios, dẫu vậy Seleukos cũng không cần đánh nhau với ông ta.
Seleukos, tuy vậy, đã không cố gắng để mở rộng vương quốc của mình về phía tây. Lý do chính là do ông không có đủ binh lính gốc Hy Lạp và Macedonia. Trong trận chiến Ipsus, ông có bộ binh ít hơn Lysimachos. Sức mạnh của ông là những voi chiến và kị binh Ba Tư truyền thống. Để phát triển quân đội, ông đã cố gắng thu hút thêm nhiều di dân Hy Lạp bằng cách thành lập thêm 4 thành phố mới là Seleucia Pieria và Laodicea ở bờ biển Syria, Antioch bên bờ sông Orontes và Apameia ở thung lũng sông Orontes. Antioch đã trở thành đại bản doanh của chính quyền của ông. Seleucia mới đã trở thành căn cứ hải quân và là cửa ngõ tới biển Địa Trung Hải. Seleukos còn thành lập thêm 6 thành phố nhỏ nữa.
Người ta nói với Seleukos rằng "có một số hoàng tử cũng từng sống với niềm đam mê xây dựng các thành phố như vây". Ông được cho là "đã xây dựng tất cả chín thành Seleucia, mười sáu thành Antioch, và sáu thành Laodice".

### Thất bại của Demetrios và Lysimachos
Seleukos cử con trai Antiochos I đồng cai trị với ông như là phó vương của các tỉnh phía đông vào năm 292 TCN vì để cai quản một đế chế rộng lớn như vậy cần triều đình tăng lên gấp đôi. Năm 294 TCN, Stratonice đã kết hôn với người con riêng của chồng Antiochos, Seleukos đã tổ chức đám cưới vì ông thấy con trai mình quá say mê. Như vậy Seleukos đã loại bỏ Stratonice khỏi con đường của mình vì cha bà Demetrios, giờ đã là vua của Macedonia.
Liên minh giữa Seleukos và Demetrios kết thúc vào năm 294 TCN khi Seleukos chinh phục Cilicia. Demetrios xâm chiếm Cilicia trong năm 286 TCN và chinh phục nó một cách dễ dàng, điều này có nghĩa rằng Demetrios bây giờ đe dọa các vùng quan trọng nhất của đế chế Seleukos ở Syria. Nhưng quân đội của Demetrios đã quá mệt mỏi và lúc này vẫn chưa được trả lương. Seleukos, mặt khác, được biết như là một lãnh đạo xảo quyệt và giàu có đã tìm cách lôi kéo các binh sĩ của ông ta. Seleukos chặn những con đường dẫn phía nam từ Cilicia và kêu gọi quân Demetrios hãy đến tham gia với ông. Đồng thời ông tìm cách né tránh chiến đấu với Demetrios. Cuối cùng Seleukos đến thương thảo với Demetrios, ông tự mình đến trước những người lính, bỏ mũ giáp của mình ra và công khai danh tính. Quân đội của Demetrios lập tức từ bỏ người chỉ huy cũ của mình. Demetrios cuối cùng đã bị giam cầm ở Apameia và chết vài năm sau đó.
Lysimachos và Ptolemaios đã hỗ trợ Seleukos chống lại Demetrios, nhưng sau chiến thắng quyết định, liên minh tan vỡ. Lysimachos trị vì Macedonia, Thracia và Tiểu Á. Ông cũng đã có vấn đề với gia đình mình. Lysimachus hành quyết con trai mình là Agathocles, mà người vợ Lysandra đã trốn đến Babylon để nương nhờ Seleukos.
Sự mất lòng dân của Lysimachus sau khi giết Agathocles đã cho Seleukos một cơ hội để loại bỏ đối thủ cuối cùng của ông. Seleukos còn được Ptolemaios Keraunos xúi giục tiến về phía Tây. Ptolemaios Keraunos đã phản bội lại Lysimachos và sau này là Seleukos. Seleukos sau đó xâm chiếm Tiểu Á và đánh bại đối thủ của ông trong trận Corupedium thuộc Lydia, năm 281 TCN. Lysimachos tử trận. Ngoài ra Ptolemaios I đã mất vài năm trước đó nên lúc này chỉ còn Seleukos là người duy nhất cùng thời với Alexandros Đại đế.

### Làm chủ Tiểu Á

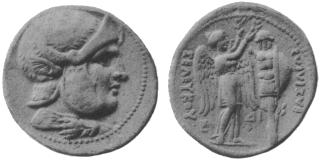
Đồng bạc của Seleukos. Dòng chữ Hy Lạp đọc là ΒΑΣΙΛΕΩΣ ΣΕΛΕΥΚΟΥ (Vua Seleukos).

Trước khi qua đời, Seleukos đã cố gắng để đối phó với chính quyền của Tiểu Á. Đây là khu vực có dân cư rất đa dạng, bao gồm các thành phố Hy Lạp, một tầng lớp quý tộc Ba Tư và các dân tộc bản địa. Seleukos có lẽ đã cố gắng để đánh bại Cappadocia, nhưng thất bại. Một quan lại cũ của Lysimachos là Philetairos đã cai trị Pergamon một cách độc lập. Mặt khác, Seleukos đã thành lập thêm một số thành phố mới ở khu vực này.
Chỉ còn rất ít những bức thư mà Seleukos gửi cho các thành phố khác nhau và các ngôi đền vẫn còn tồn tại cho tới ngày nay. Tất cả các thành phố ở Tiểu Á đã gửi đại sứ tới chỗ nhà cai trị mới của họ. Có một báo cáo rằng Seleukos phàn nàn về số lượng thư ông nhận được và đã buộc phải đọc. Ông rõ ràng đã là một người cai trị phổ biến. Ở Lemnos ông được tôn vinh là một người giải phóng và một đền thờ được xây dựng để vinh danh ông. Theo một phong tục địa phương, Seleukos luôn được cung cấp thêm một chén rượu trong thời gian ăn tối. Danh hiệu của ông trong thời kỳ này là Seleukos Soter (" người giải phóng"). Khi Seleukos rời đi châu Âu, việc sắp xếp lại tổ chức của Tiểu Á đã không được hoàn thành

## Qua đời và di sản
Seleukos bây giờ đã nắm giữ toàn bộ cuộc đế chế của Alexandros ngoại trừ Ai Cập và ông quay trở về để nắm quyền cai trị Macedonia và Thrace. Ông có ý định rời khỏi châu Á để Antiochos tự mình cai trị, bản ông sẽ cai vương quốc Macedonia cho đến cuối đời mình. Tuy nhiên, ý định của ông hầu như không thành, ngay khi vượt qua Chersonese, ông bị ám sát bởi Ptolemaios Keraunos gần Lysimachia vào tháng chín (năm 281 TCN).
Có vẻ như chắc chắn rằng sau khi chiếm được Macedonia và Thracia, Seleukos đã có cố gắng chinh phục Hy Lạp. Ông đã chuẩn bị chiến dịch này bằng cách sử dụng rất nhiều quà tặng. Ông cũng được đề cử là một công dân danh dự của Athens.
Antiochos đã thành lập một giáo phái cho cha mình. Một tôn giáo được hình thành xung quanh các thành viên sau này của triều đại Seleukos và Seleukos sau đó đã được tôn thờ như một người con trai của thần linh. Một số giai thoại về cuộc đời của Seleukos đã trở nên phổ biến trong thế giới cổ đại.